# Lubiechowo (województwo zachodniopomorskie)

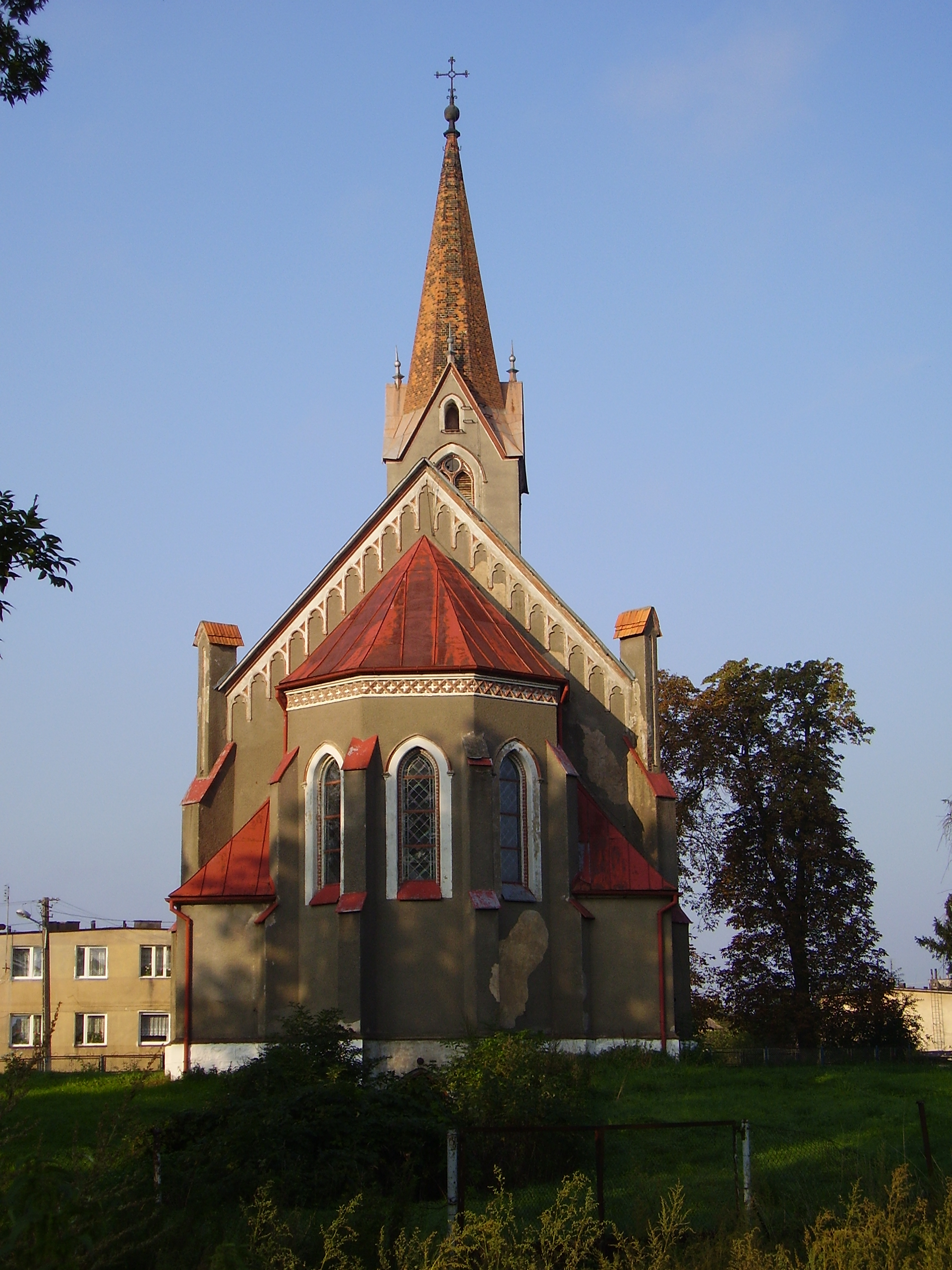
Kościół w Lubiechowie

Lubiechowo (do 1945 niem. Lübchow) – wieś sołecka w Polsce położona w województwie zachodniopomorskim, w powiecie białogardzkim, w gminie Karlino. W latach 1975–1998 wieś należała do województwa koszalińskiego. 
W 2007 wieś liczyła 253 mieszkańców.
Wsią wchodzącą w skład sołectwa jest Czerwięcino, natomiast osadą wchodzącą w skład sołectwa jest Lubiechowo-Przystanek. 
We wsi znajduje się świetlica wiejska oraz boisko sportowe klubu "Orzeł" Lubiechowo.
W miejscowości działało Państwowe Gospodarstwo Rolne Lubiechowo.

## Geografia
Wieś leży ok. 5 km na północ od Karlina, w pobliżu dwóch rzek: Parsęty i Radwi, w pobliżu trasy byłej linii wąskotorowej Gościno – Karlino oraz Lubiechowo – Włościbórz.

## Historia
Wieś należała do rodu Rammel. Na początku XVIII wieku właściciel zbudował kościół z kryptą grzebalną dla swojej rodziny. W 1737 miejscowość została sprzedana radcy rządowemu Loeperowi ze Szczecina. W 1812 wieś przeszła w ręce konsula Schrödera z Kołobrzegu. W 1836 jego syn, deputowany powiatu – Rudolf, dziedziczy wieś po ojcu. W miejsce skromnej dotychczasowej siedziby szlacheckiej wznosi okazały pałac, lecz szlachectwo uzyskuje dopiero w 1861. Ostatnią właścicielką Lubiechowa była Clara Schumann z domu Hindenberg.

## Zabytki
Do wojewódzkiego rejestru zabytków wpisane są:
- kościół pod wezwaniem św Józefa Oblubieńca NMP, neogotycki, z drugiej połowy XIX wieku, filialny, rzymskokatolicki, należący do parafii pw. św. Michała Archanioła w Karlinie, dekanatu Białogard, diecezji koszalińsko-kołobrzeskiej, metropolii szczecińsko-kamieńskiej. Zbudowany z cegły, tynkowany, orientowany, z trójbocznym prezbiterium. W piwnicach prezbiterium mieściła się salka katechetyczna. Od strony zachodniej wznosi się trzykondygnacyjna wieża zakończona wielobocznym ostrosłupem z cegły[7]. Portal ostrołukowy, profilowany. Okna zakończone łukiem prostym. Strop drewniany, belkowany w kształcie ściętego trójkąta. Dach dwuspadowy, kryty dachówką, a nad prezbiterium blachą ocynkowaną, również dwie zakrystie. Kościół posiada epitafia dawnych właścicieli. Poświęcony 29 listopada 1877 (poprzednio była tam kaplica). Do ruchomych zabytkowych dzieł sztuki w kościele należą: neogotycka ambona z XIX wieku, eklektyczny ołtarz główny, neogotycka chrzcielnica i patena oraz kielich mszalny z początku XX wieku. Otoczenie kościoła tworzy malownicza grupa drzew z cmentarza kościelnego.
- zespół pałacowy, z połowy XIX wieku: 
  - Pałac w Lubiechowie z 1835 roku, przebudowany na przełomie XIX i XX wieku, styl neoklasycystyczny. Usytuowany jest na osi północ-południe między dziedzińcem dojazdowym a parkiem. Zbudowany na planie zbliżonym do kwadratu z ośmiobocznymi, trójkondygnacyjnymi wieżami na narożach. Pałac podpiwniczony, dzięki czemu uzyskał pełny cokół, dwukondygnacyjny, z centralnym jednokondygnacyjnym belwederem w partii dachu. Do pomieszczeń parteru pałacu wchodzi się wysokimi, paradnymi schodami. Od strony parku znajduje się parterowy ryzalit, do którego przylega taras ze schodami do parku. Wnętrze pałacu jest trójtraktowe. W trakcie ogrodowym jako największe centralne pomieszczenie usytuowany jest salon, powiększony o przestrzeń w ryzalicie. Kubatura obiektu wynosi 5 600 m³, pow. użytkowa 800 m2
  - park z drugiej poł. XIX wieku – zmodernizowany pod koniec XIX wieku (nr rej. 1076 z dnia 9 stycznia 1979). Park o pow. 11,0 ha, w tym 0,06 ha zajmują wody, ma kształt zbliżony do trapezu. Założony był w stylu angielskim. Pod koniec XIX wieku podczas modernizacji naturalistycznej powstała prawdopodobnie cała sieć, dzisiaj już nieistniejących ciągów spacerowych o nieregularnym układzie, wprowadzono pojedyncze drzewa obcego pochodzenia takie jak daglezje zielone, jodły białe, cisy, żywotniki jesiony, modrzewie, dęby czerwone. Zasadą kompozycji są polany trawiaste okolone drzewami. Na uwagę zasługuje polana rozciągająca się przed elewacją ogrodową pałacu (zejście z werandy) w kierunku południowo-wschodnim. Polana ta łączy się z następnymi polanami rozchodzącymi od niej, w kierunku południowo-zachodnim i północno-wschodnim. Obecnie park pozostał w dawnych granicach z zachowaną zielenią i polanami parkowymi.
  - pomniki przyrody występujące w parku zabytkowym to:
  - lipa wielkolistna w wieku ok. 250 lat, o obw. 370 cm
  - buk zwyczajny w wieku ok. 200 lat, o obw. 380 cm
  - wiąz górski w wieku ok. 250 lat, o obw. 480 cm

spotkać można również parę bocianów czarnych.
Ponadto we wsi i okolicy znajdują się:
- nieczynny cmentarz znajdujący się za wsią na łąkach. Na nieczynnym cmentarzu rosną dęby szypułkowe o obw. 300 i 455 cm, wys. 18 i 28 m.
- kuźnia murowana z przełomu XIX i XX wieku
- chałupa szachulcowa z końca XIX wieku (zagroda nr 6).
- budynek murowany – szachulcowy z przełomu XIX i XX w. (nr 10).
- budynek murowany secesyjny z początku XX w. (nr 23).
- grodzisko nad brzegiem Parsęty, ok. 2 km na północ od wsi, 150 m na zachód od Parsęty. Na przełomie VII i VIII wieku powstał w tym miejscu drewniany gród wyżynny, podkowiasty, dwuczłonowy usytuowany na skraju rozległego płaskowyżu przyległego do zachodu do doliny rzeki Parsęty, który uległ zniszczeniu w IX stuleciu. Obecnie zachowane są wysokie na 3 - 4 m wały ziemne, w części środkowej na szerokości do 7,0 m są przerwane. Obiekt jest porośnięty lasem liściastym.